# エクサランス
- スーパーロボット大戦R > エクサランス
- バンプレストオリジナル > バンプレストオリジナルのキャラクター一覧 > エクサランス
- バンプレストオリジナル > バンプレストオリジナルの機動兵器一覧 > エクサランス

エクサランス (EXCELLENCE) とは、スーパーロボット大戦シリーズに登場するバンプレストオリジナルのリアルロボットである。
登場作品は以下の通り。
- スーパーロボット大戦R
- スーパーロボット大戦OG ORIGINAL GENERATIONS
- スーパーロボット大戦OG外伝
- 第2次スーパーロボット大戦OG
- スーパーロボット大戦OG ムーン・デュエラーズ

## 概要
フレームの換装により様々な戦局に対応することが可能なマシン。動力源として「時流エンジン」（詳細は後述）を搭載する。レスキュー用として開発されたが、予算獲得のためにやむなく兵器に転用されていた。
デザインは大輪充。
『スーパーロボット大戦R』において
5年前の世界へ主人公達をタイムスリップさせた際、トライアル用の機体が大破。同じく破損した予備機のパーツとして流用された。
『R』世界では既にフレーム換装システムを持ったエステバリス（機動戦艦ナデシコ）が5年も前から存在するため、「独創性がない」とトライアルの受けは良くないとされる（アージェント・ファイターによる脱出システムも「ガンダムタイプのコア・ファイターと被っている」と主人公たちが自分達の技術の独創性の無さを嘆く描写がある）。なおモビルスーツやエステバリスの部品も転用が可能らしく、5年前へタイムスリップ後の修理時にパーツを流用していた。
『OG』シリーズにおいて
初出は『OGs』の『OG2』パート。シャドウミラーと同じ「向こう側」の世界（パラレルワールド）で開発されていた。2機存在し1号機にフィオナ、2号機にはラウルが搭乗。換装システムに着目したシャドウミラーに狙われることとなる（ヴィンデルとレモンは時流エンジンの方に着目していた）。「向こう側」ではヒュッケバインの開発がテクネチウム基地の事故以降は凍結されており、フレーム換装機能や脱出システムなどが類似するヒュッケバインMk-IIIが存在しないため、「前例のない機能が満載」としてトライアルの受けが良いと描写されている。
修羅の乱終結後、ラウル達は時流エンジンが悪用されるのを阻止するため、エンジンや各フレームの解体・破棄を決定。時流エンジンに関わる全てのデータの消去をマリオン・ラドムとカーク・ハミルに依頼した。その後、時流エンジン非搭載の救助作業用機体「エクサランス・レスキュー」を開発し、本来の役目であるレスキューや戦災復興に活躍するが、『OGMD』にてフューリーが持つラースエイレムへの対策として、再び時流エンジンと戦闘用エクサランスが製造された。

## 開発スタッフ
『OGs』登場の際に、デザインを糸井美帆によってリファインされている。
ラウル・グレーデン
声：井上剛
『R』の男主人公。父親は時流エンジンの研究者、フェル・グレーデン。父の研究に付き合う形で10年近く土星衛星軌道に行っていたため、その間の地球の歴史には疎い。細かいことは気にしない熱血漢。ミズホには特別な感情を持っているようである。専用の最終フレームは「ライトニング」。年齢は『R』では20歳だが、『OGs』では18歳となっている。
『OGs』では『R』で同時に登場しないフィオナがおり、差異を付けるためか比較的のんびりした性格になっている。エクサランスを狙ったシャドウミラーとの戦闘中、突如現れたデュミナスによって時流エンジンが暴走を起こし、平行世界である「こちら側」へ転移。後に「向こう側」で父と面識があったとされるヘリオス（ギリアム）と出会い、彼の知人としてヒリュウ改に乗り組むことになる。フィオナが行方不明になった一因を作ったアクセルへの復讐心と、世界を跨いで暗躍するシャドウミラーの存在を許せないため参戦。『OG2』で最後にハガネ・ヒリュウ隊に参加した新参者であるためか、同年代の相手にも敬語を使うことがある。エンディングでミズホ、ラージと共にクロガネの乗組員になる。続編『OG外伝』のエンディングでは「こちら側」の世界に残り、エクサランスや時流エンジンに関する技術の全ての破棄を決意し、フィオナ、ミズホ、ラージや、デュミナスから離れ自我を確立したデスピニスと共にジャンク屋L&Eコーポレーションを立ち上げる。
専用BGMは「OVER THE TIME FLOW」。
フィオナ・グレーデン
声：増田ゆき
『R』の女主人公。プロフィールはラウルとほぼ同じ。『R』ではラウルとフィオナのうち選択しなかった方は登場しないが、ふたりが同時に登場する『OGs』ではラウルの双子の妹となっている。父と共に時流エンジンの研究をしていたが、途中からエクサランスのテストパイロットに専念するようになった。前向きな性格のムードメーカー。10年来の幼馴染、ラージに対し恋心に似た感情を持つ。土星にいる間は炊事も担当しており、ラージの苦手なセロリをこっそり入れた事もあるらしい。専用の最終フレームは「エターナル」。
『OGs』では『R』以上のしっかり者で、だらしない性格のラウルを引っ張っているが、兄妹として親愛の情も抱いている。またティスとデスピニスに対し強気な発言をするなど、ラウルよりも押しが強い部分がある。シャドウミラーとの戦闘中、アクセルの攻撃からラウルを庇い、そのダメージとデュミナスによる外部からの干渉によって時流エンジンが暴走し、次元転移する（『R』序盤におけるナデシコCもしくはラー・カイラムの役割を担っていると思われる）。それに巻き込まれる形でラウル達も転移するが、転移先にフィオナがいなかったため死んでしまったと思われていた。しかし続編の『OG外伝』においてコンパチブルカイザー、Gサンダーゲート、そしてラウルのエクサランスの3機による共鳴反応により彼らの前に出現。エターナルフレームの武器スラッシュ・ディメンジョンを格闘武器として使用したことからマリオン・ラドムに気に入られている。
専用BGMは「OVER THE WORLD WALL」。
ミズホ・サイキ（斉木 瑞穂）
声：鈴木茉莉子
エクサランスの整備・新型フレーム開発などを担うメカニック担当。健気でがんばり屋だが自信無げな所があり、自分にはマシンの整備や開発しか出来ないという劣等感を持つ。かつて両親がコロニー動力炉の事故に巻き込まれた時、救助に現れたのが軍用兵器であったため、満足な治療を受けられないまま死んだ事を悔やんでおり、それ以来救助活動用マシンとしてのエクサランス開発を志すようになった。自身もライフガードの資格を持っている。しかしその意思に反してエクサランスが軍事利用されている現状に心を痛めている。エクサランスのほぼ全フレーム・武装をたった一人で作り上げており、さらに極めて短期間でフレームの修理や建造もこなすなど、その才能は人間の限界を突破している節がある。ただし『R』の世界では概要の項にある通り、エクサランスの機能の大半は別のロボットで実用化済のため、独自の技術の構築には弱いとされ、本人もそれを気にしている。対して『OGs』ではコクピットブロックの変形やフレーム換装の機能を持つ機体がなかったため、斬新な発想の持ち主とされている。ラウルには特別な感情を抱いているようである。『R』で主人公がラウルの場合、最終決戦において“自分は何者か”というデュミナスの問いに答えを出した。
同行した事のあるマシンのデータ等を詳細に記録しており、これをキッドやウリバタケが盗み見、データを無断で借用した(キッド達はエクサランスの強化の傍ら彼女が考案した案と勘違いしていたが)ため、『R』の世界では5年分の技術の前倒しが起き、結果本来存在し得ないはずの機体（νガンダム、ブラックサレナ、エステバリス・カスタム等）が5年間の技術進歩を無視して敵味方双方に登場することになった。
ラージ・モントーヤ
声：荻原秀樹
「誰でも使える無限のエネルギー」を求める若き研究者。時流エンジンのOSを担当している。主人公の父、フェル・グレーデンと共に時流エンジンの研究をしていたモントーヤ博士の息子で、主人公の幼馴染。時流エンジンを、現実味に乏しいタイムマシンよりも効率のいい動力源としようとする。しかしタイムスリップ後は父親たちの夢を信じてやれなかったこと、父がタイムマシンを作ろうと思ったのは12年前ラージの母が亡くなった時、他ならぬラージが「母のいるところに連れて行ってほしい」と言ったことが理由だったが、その事を忘れて予算獲得のため兵器に転用した事を後悔する様になる（この事はフィオナが主人公の時に語られた）。エネルギーオタクで興味のないことはどうでも良いという反面、興味のあることに対しては最優先で行動し、周りが見えなくなることもしばしば。エネルギーについて調べるためにロボットを分解しようとする事もあり、『R』ではコン・バトラーVなどを、『OGs』ではライン・ヴァイスリッターを分解しようとした（どちらも未遂）。しかし「人間が手にして良いのは自分たちで作れるものだけ。使えるけど作れない技術に頼るべきじゃない」という考えを持ち、『OG』シリーズでいうところのEOTには否定的（ただし知的好奇心とは別のようで、ナデシコの相転移エンジンにも興味を持っていた）。その為か、特殊なエネルギーの大半がEOTである『OG』シリーズではエネルギーオタク面はあまり発揮されていない。
基本的に仲間達に好意的な主人公やミズホと違い、時流エンジンの秘密を守るため（正確には秘密を知られ悪用されるのを防ぐため）なら仲間達を裏切る発言や口封じすら口にするなど、目的のためには手段を選ばない一面がある。また『R』では未来からのタイムトラベラーと言う事から、歴史を必要以上に変えないように、主人公部隊がデキム・バートンのクーデター軍に敗北した直後に投降し、デキムの庇護下でタイムワープの研究をすると提案した。とはいえさすがに罪悪感はあり仲間達を見捨てようとした時は心が哀しみに満ちていた。実はカナヅチでセロリが苦手。『R』でフィオナが主人公の場合、最終決戦においてデュミナスに対し「創造主に否定された事に拘らず、自らの力で未来を切り開くべきだった」と諭した。
なおミズホとラージは『OGs』『OG外伝』のキャラクター図鑑で、声優名のクレジットがあるにもかかわらず台詞が聞けない。『OG外伝』終盤にサブパイロット登録され、戦闘中や中断メッセージで喋ることはある。
デスピニス（デスピニス・グレーデン）
声：石川恵
デュミナスが作り出した人造人間「テクニティ・パイデス」の一人で、少女型のホムンクルス。『R』では最期まで敵対関係だが、『OG』シリーズではラウルたちが彼女を仲間として迎え入れるとともに、ラウルとフィオナと同じグレーデン姓が与えられる。その後、エクサランス・レスキューを開発・運用するL&Eコーポレーションの一員となる。

## 時流エンジン
エクサランスの動力源となっているエンジン。時間の流れる場所であればどこでも採取可能な時粒子（タキオンに似た粒子）を動力源として稼動するため、燃料を必要としない、いわゆる「永久機関」である。ただし時の流れが一定である以上、一度に一定以上のエネルギーを生み出す事はできず、エネルギー消費が激しいと時流エンジンのエネルギー供給が追いつかなくなり、エネルギー不足を引き起こす。それを防ぐには時流エンジンの変換効率を向上させるしか方法はないとされている。『OGs』序盤では試作段階であるためプラズマ・ジェネレーターを補機として使用しており、この時点ではエネルギー効率に優れた動力機関以上のものではない。
時流エンジンはもともとタイムマシン用に設計された物であるため、時間転移を引き起こす性質を持っている。そのためある目的で過去にワープしようと考えていたデュミナスに狙われていた。タイムスリップの発生条件として、タイムタービンの回転速度が過度に上昇して過剰運転状態に陥り、なおかつ時流エンジンの近くで大きな爆発が起こる（膨大なエネルギーが発生する）時と推測されている。『R』において主人公達はナデシコCの相転移エンジン、またはラー・カイラムの核融合炉エンジンの暴走を引き金に5年前の世界へ、また5年前の世界でデュミナスが倒された時の爆発によって元居た時代へタイムスリップしている。『OGs』ではフィオナ機の時流エンジンの暴走が原因で、近くにいたラウル達が平行世界に次元転移した。
エンジン制御に使われるOSはET-OSと思われる。
『OG外伝』のEDにて、ラウル達の意向を受けてテスラ・ライヒ研究所で戦闘用エクサランスと共に解体・破棄されたが、『OGMD』では時間兵器「ラースエイレム」を保有する異星人勢力『フューリー (バンプレストオリジナル)』が出現したことで、対抗策になると目したギリアムの提案で、「可逆性タービン」という新機能を組み込んだ新型時流エンジンがガンストライカー・フレームと共にテスラ研で製造された。これは、従来の時流エンジンが時粒子の運動でタイムタービンを回転させることでエネルギーを生み出すという仕組みに、逆にエネルギー供給を行うことで時粒子を強制加速させる仕組みを導入したもの。これによって、搭載機は時粒子の運動を鈍化させるラースエイレムに対抗可能となった。設計データごと破棄されていてもミズホやラージが完全に記憶しているデータは消しようが無いので、短期間で完成させられたことが語られている。
なお『スーパーロボット大戦K』において、『R』のカートリッジをGBA用スロットに挿した状態でゲームを開始すると、ボーナスパーツとして時流エンジンが手に入る（効果はEN回復Lv3）。

## アージェント・ファイター
エクサランスのコクピットとなる小型戦闘機。緊急脱出艇としての性質が強く直接戦闘には不向き。時流エンジンは本機に搭載されている。『OGs』ではエクサランスが不採用になった時の保険として、単体でも軍に売り込めるよう偵察用UAVの機能を持つ。換装時は頭部形態「アージェント・ヘッド」に変形する。
武装
ソリッド・バルカン
機首下部に二門装備されているバルカン砲。
グレネイド・アタッカー
機体中央部から発射されるグレネード弾。
ビーム・ショット
両翼のバインダー内側の砲門から発射されるビーム。
ソリッド・レーザー＜アージェント・ヘッド形体時のみ＞
アージェント・ヘッド形態で唯一使用できる武器。『R』では使用不可で名称も不明。『OGs』『OG外伝』では連続して頭突きをしてから発射し、発射直前に目が光った時に一瞬「エクサランス」の文字が浮かぶ。

## フレーム
型式番号は『OGs』に登場する際、追加設定されたもの。

### ストライカー
陸戦用フレーム。加速性能が高く、それを活かした突撃戦法を身上とする。主武装は右腕の着脱式アームウェポン。装甲値が高く格闘系の武装が多いのでスーパー系に近い性能であるが、運動性も低くない。他のフレームよりも射程が短い。
『R』においてラウルの特定のエンディングで新型エクサランス（ネオ・エクサランス）の耐熱ストライカーフレームとして生まれ変わり、本来の用途である救助用メカとして運用されていることが語られている。
武装
プラズマ・ビーム
アームウェポンに内蔵されたプラズマ・ビーム砲。展開したアームで敵機を捕捉し、接射を行うことが可能。
スマッシング・キック
爪先に装備されたブレードを前方に可変させ、上方から叩きつけるように蹴る。
チェスト・スマッシャー
胸部装甲を展開しエネルギーを放つ。
クラッシャーアーム
突撃し、閉じたままのクラッシャーアームで攻撃する。
必殺技
ギガント・クラッシャーアーム
『R』では右腕のクラッシャーアームを回転させて敵機を粉砕する。『OGs』『OG外伝』では「突撃して突き→スマッシング・キック→頭部のブレードで敵を上空に飛ばす→プラズマ･ビーム二連射→アームを展開して敵機を捕捉」といった連続攻撃。アーム展開時はクロー部を時粒子でコートしている。

### ガンナー
砲撃戦用フレーム。遠距離からの射撃を得意とする。『R』での初運用時には大破したストライカーフレームから空中換装を行った。移動力と運動性は低いが重装甲・長射程を誇り、通常フレームではトップクラスの火力を持つ。機体自体は宇宙に対する適応も高いが、武器の適応はそれほどでもない。『OGs』『OG外伝』には未登場。『OGMD』では設計図のみ存在したとされる。
武装
ヒートナイフ
接近戦用のナイフ。高熱を発する。
ガイダンスマイン
脚部から3基の地中潜航ミサイルを発射、地中から敵機に襲いかかる。
3連ミサイルランチャー
両肩に3基ずつ設置されたミサイルランチャー。
6連ガトリングビームガン
速射性の高い携行武器。エネルギーと弾薬の両方を消費する。
ロングレンジプラズマカノン
バックパックに2門装備された長射程プラズマ砲。

### フライヤー
空戦用フレーム。『R』では当初プロジェクトの予定に入っておらず、過去に飛ばされた時にミズホが一から設計した。背部にフレキシブルな回避運動を実現する可動式のブースターを装備。移動力や運動性は高いが、最大攻撃力とHP・装甲が全フレーム中一番低い（ただし『OGs』で最強武器をフル改造した場合、通常フレーム中最も攻撃力が高くなる）。
武装
マシンキャノン
腕部外側先端に内蔵された実弾機関砲。
ディストラクションライフル
メイン武器となる大型高出力のビームライフル。
プラズマソード
両碗先端内側に内蔵されたエネルギーソード。刃の色は黄色。
必殺技
ディストラクションライフルMAXモード
ディストラクションライフルを機体のジェネレータに接続、砲身を展開して発射する。『OGs』では全体攻撃扱い。

### コスモドライバー
宇宙戦用フレーム。『R』でプレイヤーが最初に使用するフレームであるが、序盤のタイムワープの際に大破。再び使えるのは中盤以降となる。背部に大型のブースターを装備し機動性が高い。
武装
マシンキャノン
胸部に装備された実弾機関砲。
ハイコート・マグナム
リボルバータイプの銃。取り回しが良好。
高周波ソード
腕部に装備された近接戦用ブレード。
フェアリー
遠隔操作式の攻撃端末「フェアリー」を多数放出し、ビーム攻撃と反射による集中砲火を浴びせるオールレンジ攻撃。
攻撃を仕掛ける際には頭部のアンテナ状パーツが上方へ、額のパーツが前方へ可変し、ツインアイの光が消え頭部上方のツインアイへと移行し、頭部の印象が攻撃的に変わる。

### ダイバー
水中戦用フレーム。『R』では基本的に水中メインの戦場では強制的にこのフレームが選択される。『OGs』『OG外伝』には未登場。
武装
ファントムトービードー
本体上部に二門ある魚雷。射程が長い。
アクアハープン
メイン武装の槍の先端に三つ又のビームの刃を発生させ、先端部分ごと発射する。
スワールファントム
胸部から竜巻を放出しその内側へエネルギー弾を連続発射する。

### ライトニング
ラウル専用の最終フレーム。ヒーローロボット然とした外観を持つ。『R』では建造中に破壊されるが、主人公や仲間の手により修復され完成する。『OG外伝』ではラージとミズホの設計図を元にテスラ・ライヒ研究所に集まったカーク・ハミル、マリオン・ラドムらの手によって完成。その際、マリオン博士は設計図を徹底的に見直し、「眉唾物」としながらも時流エンジンの高出力を生かすよう改修案を出しており、良くも悪くもATX計画風の影響が色濃く見られる。またキサブロー・アズマから提供を受けたコンパチブルカイザーのパーツも流用されている。時流エンジンから出力されるそのパワーは従来のフレームの比ではなく、理論上は無限のパワーを持つとされているが、フレーム側がもたないため無限にはならない。最終フレームは当初から戦闘用に設計されたが、ベースとなったのはレスキュー用に構想されていた「万能フレーム」である。“ライトニング”は「一瞬」もしくは「閃光」を表す。“一瞬の積み重ねが時間の流れとなる”という意味を込めてミズホが命名した。
武装
ブラック・サン
胸部から発射される黒いエネルギー噴流。
クラッシャー・スパイク
両肩のクリスタル状パーツから放出・形成されたエネルギー弾を殴って相手に叩きつける。エネルギー弾は相手に命中した後、6つに分裂しさらに襲いかかる。
ディメンション・スラッシャー
胸部から剣の柄を取り出し、エネルギー刀身（Rでは七色、OG外伝では黄色）を形成して斬りつける。Rでは連続してダメージを与え続けての横薙ぎ、『OG外伝』では名前の通り次元を切り裂くような描写での三連斬となっている。
リアクター・スマッシャー
両肩のクリスタル状パーツから膨大なエネルギーをビーム状に放出する。
必殺技
リアクター・クラッシュ
『R』版＝全身のクリスタル状のパーツからエネルギーを放出し「ライトニング・ボール」と呼ばれるエネルギーボールを形成・射出、それを追いかけ一体化した後、突撃。
突き抜けた後、ディメンション・スラッシャーで連続して斬りつけ、横薙ぎの一閃でしめくくる。
『OG外伝』版＝時流エンジンの出力を120％まで高め、相手へと突撃。
ストレート→アッパー→地面へ叩きつけの→三連キック→全身のクリスタル状のパーツから「ライトニング・ボール」と呼ばれるエネルギーボールを形成・射出。
エネルギーボールを追いかけ一体化、勢いを増して相手へ突撃した後、上空でフルパワーのディメンジョン・スラッシャー（通常のスラッシャーとは違い七色で長く大きい）を展開し、縦一閃で時空ごと斬り下ろしてフィニッシュ。

### エターナル
フィオナ専用の最終フレーム。女性的なイメージの外観を持つ。『OG外伝』ではライトニングと同時期にカーク、マリオンらによって完成している。『R』ではシステム上の性能はライトニングと同等であるが「HPが若干低い」「剣を持たず切り払い回避が不可」「フィオナは射撃値が高いが最強武器は格闘系」等により、総合的に若干劣る。『OG外伝』ではファイナル・グランドクロスが射撃系となり改善された。“エターナル”は「永遠」の意味で、“永遠の時の流れ”からラージが命名。
武装
テンプテイション・アイ
ツインアイから発射されるビーム。
コズミック・ストライク
バックパックから伸びる可動式のバインダー先端のクリスタル状の部分から放出・形成されたエネルギー弾を相手に叩きつける。エネルギー弾は相手に命中した後、6つに分裂しさらに襲いかかる。
スラッシュ・ディメンジョン
『R』版＝腕～指先をエネルギー刀身にして斬りつける。
『OG外伝』版＝バックパックから伸びる可動式のバインダーを両手に装着し、バインダー先端部にエネルギーを集中させ、次元を切り裂くような描写での連続斬り。
リアクター・フラッシュ
バックパックから伸びる可動式のバインダーを前方に展開し、先端のクリスタル状の部分から膨大なエネルギーをビーム状に放出する。
必殺技
ファイナルグランドクロス
『R』版＝両足を揃え、両手を横へ広げ、バックパックから伸びる可動式のバインダーを両手の先へ展開、十字架のシルエットと化し、全身から十字のエネルギー波を放出する。
『OG外伝』版＝高速機動で相手を撹乱しつつ相手の遥か上空へ昇り、時流エンジンの出力を120%に高め、頭部のリング状パーツを上方へ展開。両足を揃え、両手を横へ広げ、バックパックから伸びる可動式のバインダーを両手の先へ展開、十字架のシルエットと化し、機体各所のクリスタル状パーツにエネルギーを集中させ、全身から十字のエネルギー波を放出しフィニッシュ。大地に十字型の軌跡が残る演出が入る。

## エクサランス・レスキュー
初出は『第2次OG』。時流エンジンを破棄したラウル達が新たに開発した救助作業用の機体。従来のアージェント・ファイターとフレームの合体方式ではなく、新規開発によるもの。複数人がくつろげるキャビンを備えた大型機で、移動方法は背部と脚部に搭載したテスラ・ドライブでの飛行。脚部は救助艇のような形状で、高速・長距離移動の際は折り畳まれた高機動モードになる。前述のように最初からエクサランス本来の開発目的であるレスキュー用として作られており、「8人乗りの救護ポッド」×１、遠隔操作の小型救難活動マシン「エクスフェアリー」×4、「消火装置」「修理装置」を搭載しているが、障害物除去用を名目とした武装での自衛も可能。戦闘時はラウルがメインパイロットを、フィオナとデスピニスがサポートを担当する。
ゲーム中の性能としては、純粋な戦闘用でないため単独での戦闘能力は従来のエクサランスより大幅に下回るが、エクスフェアリーによる他のロボットの修理・補給と、武装による戦闘の双方をこなせる機体という扱いになっている。
『OGMD』ではラウルとフィオナがガンストライカーに搭乗後、デスピニスがメインパイロットとなりラージとミズホがサブパイロット登録される。
武装
ウェイスト・スマッシャー
腰部にある砲塔からのビーム。ゲームでは単体攻撃、全体攻撃の双方が存在。
ギガント・クラッシャー
脚部を折り畳んだ高機動モードに変形し、腕部からフィールドを展開して突撃する。このフィールド発生装置は、本来は他の機体にフィールドを展開して保護したり、危険物をフィールドで包み隔離・処理するためのものである。

## エクサランス・ガンストライカー
初出は『OGMD』。フューリーの機動兵器が使用する特殊能力「ラースエイレム」への対策として、新たな時流エンジンが必要と判断したギリアムの依頼によって製造された機体。動力炉は本機のために開発された新型の時流エンジン。開発期間の短さと時流エンジンの安定性が優先されたことから基本フレームであるストライカーをベースとしつつ、設計段階であったガンナーの要素を融合させており、間合いを問わず戦える機体となっている。2機存在しラウル機はストライカーと同じ赤、フィオナ機はガンナーと同じ緑のカラーリング。
武装
ミサイルランチャー
両肩からのミサイル。
ガイダンスマイン
敵味方識別可能なマップ兵器。
5連ガトリング・ビーム・ガン
左腕に装備したビーム砲。
クラッシャー・アーム
右腕のクラッシャーを敵機に突き立てた状態で射出し、ヒートナイフで追撃。
ロングレンジプラズマカノン
背部ユニット「ガンフェアリー」に2門装備されたプラズマ砲。
ギガント・バスター・アーム
分離させたガンフェアリーとエクサランス本体の連携攻撃。

## エクサランス・実験用フレーム
- R……デュミナスが時流エンジンのエネルギーの流れを見るためラージとミズホに作らせたフレーム。密かに通常エンジンでも動くように改造され、ラージとミズホの脱出に使用された。パイロットはミズホ。

※ゲーム中のテキストのみで確認できるフレームで、グラフィックは存在しない。

## ネオエクサランス
- R……ラウルのラー・カイラムルートエンディング及びフィオナのナデシコルートエンディングに登場。ラウルのラー・カイラムEDでは災害救助用汎用マシンとして生まれ変わったエクサランスして、ラウル達によって実験運用されていた。フィオナのナデシコEDでは時流発電所実験都市ネオシティの警備・救急マシンとして採用が決定されていた。フレーム換装式で、そのうちのひとつ「耐熱ストライカーフレーム」というフレームがテキストで登場している。

※ゲーム中のテキストのみで確認できるフレームで、グラフィックは存在しない。